# Atizapán de Zaragoza
Atizapán de Zaragoza est une commune (municipio) mexicaine de l'État de Mexico, état voisin de la capitale qui n'inclut pas la ville de Mexico constituant le District fédéral (DF).

## Toponymie
Atizapán de Zaragoza vient des mots nahuatl atl, tizatl et pan signifiant respectivement « eau », « craie » et « argile ». Atizapán veut dont dire « lieu de l'eau blanche comme la craie ». C'est l'une de 125 municipalités (municipios) de l'État de Mexico au Mexique.

## Localisation
Atizapán de Zaragoza se situe au nord et à l'ouest de Tlalnepantla de Baz (municipio), au sud de Naucalpan de Juárez et Jilotzingo, au sud-ouest de Nicolás Romero (es) et à l'ouest au municipio de Ocoyoacac.

## Chef-lieu
Le chef-lieu de Atizapán de Zaragoza est la ville de Ciudad López Mateos qui compte 11 000 habitants. Ciudad López Mateos est une banlieue nord de la ville de Mexico mais n'appartient pas au Distrito federal.

Mairie de Ciudad López Mateos.